# Age of Empires II: Definitive Edition
Age of Empires II: Definitive Edition je počítačová hra od studií Forgotten Empires, Tantalus Media a Wicked Witch. Hra byla vydána 14. listopadu 2019 vydavatelem Xbox Game Studios pro Windows 10. Jedná se o kompletní remaster původní hry Age of Empires II a všech jejich datadisků. Hra kromě remasterované grafiky, soundtracku, kampaním a opravení chyb z původní hry přináší i nový obsah v podobě datadisku The Last Khans obsahující mimo jiné 3 nové kampaně a 4 nové civilizace. Podporuje rozlišení až ve 4K, pro které původní hra podporu neměla.

## Hra a herní prostředí
Děj je zasazen do období středověku od jeho počátků v 5. století až po začátek novověku v 16. století. Singleplayer obsahuje 37 kampaní a 15 samostatně zpracovaných historických bitev. Hra se snaží co nejvěrohodněji zobrazit jednotlivé historické události v období středověku a je jimi silně inspirována. Hráč se může ujmout jedné z 45 civilizací, které jsou ve hře k dispozici a hrát s nimi buď v předem zpracované kampani, nebo ve standardní hře procedurálně generované počítačem, ve které si hráč může hru vytvořit podle svých požadavků (hráč může vybrat počet hráčů, civilizaci hráčů, počet surovin, typ mapy, typ hry, startovní věk atp.).
Jedná se o válečně budovatelskou realtime strategii, a proto je kromě samotných bitev důležité mít silnou ekonomiku, která bude vaši armádu budovat, vylepšovat a doplňovat, stejně jako vaši říši (některé mise v kampaních ale vypustili pro daný scénář ekonomickou část hry).

## Civilizace
Hra nabízí k hraní 45 civilizací (rozšíření Chronicles pak přidává další 3), které se od sebe odlišují různými bonusy, speciálním jednotkami, přístupem k různým technologiím a jednotkám a také různým vzhledem budov.

### Civilizace k dispozici
- Z původního Age of Kings: Britové, Keltové, Frankové (Francouzi), Gótové, Germáni (Němci), Vikingové, Číňani, Japonci, Mongolové, Byzantinci, Peršané, Saracéni, Turci
- Z datadisku The Conquerors: Hunové, Mayové, Aztékové, Španělé, Korejci
- Z datadisku The Forgotten:  Indové, Inkové, Italové, Maďaři, Slované
- Z datadisku The African Kingdoms: Berbeři, Malijci, Etiopané, Portugalci
- Z datadisku Rise of Rajas: Barmánci, Khmerové, Malajci, Vietové
- Z datadisku The Last Khans: Litevci, Tataři, Bulhaři, Kumáni
- Z datadisku Lords of the West: Burguďané a Sicilané[1]
- Z datadisku Dawn of the Dukes: Poláci a Češi[2]
- Z datadisku Dynasties of India: Bengálci, Drávidové a Gurjarové[3]
- Z datadisku Return of Rome: Římané (jediní hratelní v původní hře), Asyřané, Babylóňané, Kartaginci, Čoson, Egypťané, Řekové, Chetité, Makedonci, Mínojci, Palmýřané, Peršané, Féničané, Šang, Sumeřané, Jamato, Lac Viet[4]
- Z datadisku The Mountain Royals: Arméni a Gruzíni[5]
- Z datadisku Chronicles: Battle for Greece: Achaimenovci, Athéňané a Sparťané[6]